# Papiernia (powiat kielecki)
Papiernia – wieś w Polsce położona w województwie świętokrzyskim, w powiecie kieleckim, w gminie Raków.
W latach 1975–1998 miejscowość należała administracyjnie do województwa kieleckiego.
Przez Papiernię przepływa Czarna Staszowska.

## Dawne części wsi – obiekty fizjograficzne
W latach 70. XX wieku przyporządkowano i opracowano spis lokalnych części integralnych dla Papierni zawarty w tabeli 1.

| Nazwa wsi – miasta  | Nazwy części wsi – miasta | Nazwy obiektów fizjograficznych – charakter obiektu                                                                |
| ------------------- | ------------------------- | --- |
| I. Gromada KORZENNO |                           | |
| 1. Papiernia        | 1. Klamka 2. Krzyżówki    | 1. Brodek — pole, łąka 2. Bronica — łąka 3. Czarny Las — las 4. Klamka — pole 5. Krzyżówki — las 6. Zakręty — pole |

## Literatura
1. Kaczmarek Leon (red. nauk. zeszytu), Taszycki Witold (red. nauk. wyd.): Urzędowe Nazwy miejscowości i obiektów fizjograficznych. 33. Powiat staszowski województwo kieleckie. Komisja ustalania nazw miejscowości i obiektów fizjograficznych (do użytku służbowego). Z: 33. Warszawa: Urząd Rady Ministrów. Biuro do Spraw Prezydiów Rad Narodowych, 1970. Brak numerów stron w książce